# Mixaderus cariei
Mixaderus cariei is een keversoort uit de familie schijnsnoerhalskevers (Aderidae). De wetenschappelijke naam van de soort werd in 1932 gepubliceerd door Maurice Pic.